# 마리오와 소닉 밴쿠버 동계올림픽
마리오와 소닉 밴쿠버 동계올림픽(Mario & Sonic at the Olympic Winter Games)는 닌텐도가 개발한 Wii, 닌텐도DS용 게임 소프트웨어이며, 일부 경기 종목은 Wii Fit용으로 나온 Wii 밸런스 보드와 연동이 가능하다. Wii용의 경우 미국에서 2009년 10월 13일 먼저 발매했으며, 대한민국에서는 2009년 11월 19일에 발매됐다. 닌텐도DS용의 경우 미국에서 2009년 10월 13일 먼저 발매했으며, 대한민국에서는 2009년 11월 19일에 발매됐다.

## 등장 인물

### 마리오 시리즈
- 마리오 (성우:찰스 마티네이) (밸런스)-필살기:파이어 대시,스핀 점프,파이어 슛
- 루이지 (성우:찰스 마티네이) (밸런스)-필살기:그린 파이어 대시,루이지 미사일,그린 파이어 슛
- 와리오 (성우:찰스 마티네이)(파워)-필살기:와리오 방귀 부스트,와리오 방귀 점프,더티 슛
- 요시 (스피드)-필살기:발버둥 대시,버티기 점프,레인보우 슛
- 피치 (성우:사만다 켈리) (테크닉)-필살기:프린세스 대시,공중부양,핑크 하트 슛
- 쿠파 (파워)-필살기:화염 대시,스피닝 셸,메가 플레임 슛
- 데이지 (성우:디에나 머스터드) (스피드)-필살기:플라워 대시,플라워 트램펄린,플라워 슛
- 와루이지 (테크닉)-필살기:스크류 대시,에어 스위밍,페이크 슛
- 동키콩 (파워)-필살기:핸드 슬랩 대시,스피닝 콩,캐논 슛
- 쿠파주니어 (밸런스)-필살기:백 스피닝 셸,스피닝 주니어 셸,매지컬 슛

### 소닉 시리즈
- 소닉 (성우:카네마루 쥰이치) (스피드)-필살기:스핀 대시,점프 대시,스핀 슛
- 테일즈 (성우:히로하시 료) (테크닉)-필살기:프로펠러 대시,테일 스핀 플라이트,스카이 슛
- 너클즈 (성우:칸나 노부토시) (파워)-필살기:스크류 드라이버,스파이럴 어퍼컷,파워 슛
- 에이미 (성우:카와타 타에코) (밸런스)-필살기:로즈 스핀,핑키 타이푼,로즈 슛
- 섀도우 (성우:유사 코지) (스피드)-필살기:카오스 컨트롤,카오스 부스트,섀도우 슛
- 블레이즈 (성우:타카모리 나오) (밸런스)-필살기:액셀 슬라이드,액셀 토네이도,버닝 슛
- 메탈 소닉 (스피드)-필살기:에어 부스트,메탈릭 슛
- 실버 (성우:오노 다이스케) (테크닉)-필살기:텔레포트 대시,공중으로 떠오르기,사이킥 슛
- 닥터 에그맨 (성우:오오츠카 치카오) (테크닉)-필살기:에그 부스트,에그 스핀,일렉트릭 슛
- 벡터 (성우:미야케 켄타) (파워)-필살기:헤드 슬라이드,껌 풍선,해머 슛

### 라이벌
- 킹부끄
- 킬러 (거대 킬러)
- 루즈
- E-123 오메가
- 제트
- 와르르
- 에그맨 네가
- 좀비쿠파

## 경기 종목

### Wii

#### 올림픽 경기
- 알파인 스키 (다운힐) (대회전,활강) (Wii 밸런스 보드를 이용 가능하다.)
- 아이스 하키 (4인 1팀)
- 컬링 (4인 1팀)
- 스키 크로스
- 스피드 스케이트 500m
- 쇼트트랙 1km (1,000m)
- 쇼트트랙 1km (1,000m) 계주 (4인 1팀)
- 스키점프 (라지 힐) (개인전, 단체전) (Wii 밸런스 보드를 이용 가능하다.)
- 봅슬레이 (4인 1팀) (Wii 밸런스 보드를 이용 가능하다.)
- 피겨 스케이팅 싱글 (음악 선택 가능)
- 스노보드 하프파이프 (Wii 밸런스 보드를 이용 가능하다.)
- 스노보드 크로스 (Wii 밸런스 보드를 이용 가능하다.)
- 스켈레톤 (Wii 밸런스 보드를 이용 가능하다.)
- 프리스타일 스키 모굴 (Wii 밸런스 보드를 이용 가능하다.)

#### 드림 경기
- 드림 스키크로스 (Wii 밸런스 보드를 이용 가능하다.)
- 드림 눈싸움 (4인 1팀)
- 드림 알파인 스키 (Wii 밸런스 보드를 이용 가능하다.)
- 드림 피겨스케이팅
- 드림 컬링
- 드림 스노우보드 크로스 (Wii 밸런스 보드를 이용 가능하다.)
- 드림 아이스하키
- 드림 행글라이더
- 드림 쇼트트랙 계주 (4인 1팀)
- 드림 봅슬레이 (Wii 밸런스 보드를 이용 가능하다.)
- 드림 스키점프 (Wii 밸런스 보드를 이용 가능하다.)

#### 페스티벌 모드
실제 올림픽처럼 17일간 개막식부터 폐막식까지 2~3개의 경기를 진행해 폐막식날 순위를 가리는 형식이다. 단, 6일과 14일은 이벤트가 아무것도 없다.
페스티벌 모드 개인전 단체전 이 두가지 모드를 진행해 오면 모든 드림경기를 할 수 있다. (개인전:캐릭터 1명, 단체전:4명의 캐릭터)
킹부끄-에그맨 네가-루즈-E-123 오메가-거대 킬러-좀비쿠파-와르르의 라이벌도 있다.

### DS

#### 동계 올림픽 경기
- 알파인 스키 대회전
- 모굴
- 크로스컨트리 스키
- 노르딕 복합
- 스키점프 라지힐
- 쇼트트랙 500m
- 스피드 스케이트 500m
- 피겨스케이팅
- 스노보드 크로스
- 봅슬레이 (2인 1팀)
- 스켈레톤
- 아이스하키 (2인 1팀)
- 컬링
- 바이애슬론
- 루지

#### 드림 경기
- 스키 크로스 레이싱
- 로켓 스키점프
- 마하 슈퍼 활강
- 익사이팅 쇼트트랙
- 판타스틱 피겨스케이팅
- 디럭스 하프파이프
- 익스트림 스노보드
- 블레이징 봅슬레이
- 다이내믹 아이스하키
- 컬링 볼링
- 슈팅 스키
- 스노 머신 파이트

#### 어드벤처 투어
쿠파, 쿠파주니어, 닥터에그맨, 메탈소닉 (모험 도중 제트, 킹부끄, 에그맨 네가, 좀비쿠파, 킬러, 와르르, 오메가, 루즈와도 상대한다.)을 상대하며 눈의 요정을 구출해 동계올림픽을 되살리는 형식의 모드이다. 현재 닌텐도 DS에만 어드밴처 모드를 추가할 것으로 유튜브에 나도는 광고를 통해 알 수 있다.
처음에는 5개의 도전 횟수를 가지고 시작하며 0이 되면 크리스탈을 잃고 윈타운으로 되돌아가게 된다. 도전 횟수와 크리스탈을 모으고 캐릭터들을 동료로 만들어 가면서 모험하며 마리오와 소닉으로 시작하여 윈타운에서 루이지, 테일즈, 너클즈를, 브라이타운에서 피치와 에이미를, 폴라쇼어에서 요시를, 큐비린스에서 섀도우, 블레이즈, 실버 (블레이즈와 실버는 폴라쇼어에서 동료로 만들 수 있다.)를, 프리즈힐에서 동키콩, 벡터, 와루이지, 와리오 (와리오와 와루이지는 폴라쇼어에서 동료로 만들 수 있다.)를, 블리즈랜드에서 데이지를 얻고 쿠파와 닥터에그맨을 이긴 뒤에는 쿠파, 닥터에그맨, 쿠파주니어, 메탈소닉을 얻을 수 있다.
참고로, 쿠파와 닥터에그맨을 이긴 뒤에는 도전 횟수가 사라지고 도전장이 새로 생긴다.

## 평가
| 평가 |                          |
| --- | ------------------------ |
| 통합 점수 통합사 점수 게임랭킹스 77.95% (DS) 70.86% (Wii) 평론 점수 평론사 점수 게임트레일러스 7.2/10 IGN 6.5/10 (Wii) 7.5/10 (DS) 엑스플레이 3.5/5 |                          |
| 통합 점수 |                          |
| 통합사 | 점수                     |
| 게임랭킹스 | 77.95% (DS) 70.86% (Wii) |
| 평론 점수 |                          |
| 평론사 | 점수                     |
| 게임트레일러스 | 7.2/10                   |
| IGN | 6.5/10 (Wii) 7.5/10 (DS) |
| 엑스플레이 | 3.5/5                    |

## 같이 보기
- 마리오 시리즈의 연도별 목록